# 県洞駅
県洞駅（ヒョンドンえき）は、慶尚北道奉化郡にある、韓国鉄道公社の駅である。

## 駅構造
- 島式ホーム1面2線の地上駅。
- 駅舎側にも、線路側にもホームに行くことができる。

## 歴史
- 1956年1月1日 - 開業[1]。

## 隣の駅
韓国鉄道公社
嶺東線
林基駅 - 県洞駅- 汾川駅